# Jim Marsh
James "Jim" Marsh (Pasadena, California, 26 de abril de 1946-Portland, Oregón, 12 de agosto de 2019) fue un baloncestista estadounidense que jugó una temporada en la NBA. Con 2,01 metros de estatura, lo hacía en la posición de ala-pívot. Tras dejar el baloncesto como jugador, fue entrenador asistente de la Universidad de Utah, y durante 12 años comentarista de los partidos de los Seattle SuperSonics. Padeció desde 2003 la enfermedad de Parkinson. Falleció el 12 de agosto de 2019 a los 73 años de edad.

## Trayectoria deportiva

### Universidad
Jugó durante su etapa universitaria con los Trojans de la Universidad del Sur de California, donde fue el capitán en sus dos últimos años, consiguiendo el récord histórico del equipo de mejor porcentaje de tiros de campo en un partido, anotando 10 de 11 contra Stanford en 1968.

### Profesional
Fue elegido en el puesto 136 del Draft de la NBA de 1968 por Seattle SuperSonics, pero fue despedido, y no fue hasta tres años más tarde, en la temporada 1971-72 cuando firmó como agente libre por los Portland Trail Blazers. Allí jugó una temporada, en la que promedió 3,1 puntos y 2,2 rebotes por partido.

## Estadísticas de su carrera en la NBA

### Temporada regular
| Temporada | Edad | Equipo                 | Liga | Pos. | P  | TIT | MIN | TC  | TCA | %TC  | 3P | 3PA | %3P | 2P  | 2PA | %2P  | TL  | TLA | %TL  | R.OF. | R.DEF. | REB | ASIS | ROB | TAP | PER | FP  | PTS |
| 1971-72   | 25   | Portland Trail Blazers | NBA  | SF   | 39 |     | 9.6 | 1.0 | 3.0 | .333 |    |     |     | 1.0 | 3.0 | .333 | 1.1 | 1.5 | .695 |       |        | 2.2 | 0.8  |     |     |     | 1.3 | 3.1 |
| Total     |      |                        | NBA  |      | 39 |     | 9.6 | 1.0 | 3.0 | .333 |    |     |     | 1.0 | 3.0 | .333 | 1.1 | 1.5 | .695 |       |        | 2.2 | 0.8  |     |     |     | 1.3 | 3.1 |